# Bomberman II
Bomberman II (jap. ボンバーマンII Bonbāman II) – komputerowa gra logiczna stworzona i wydana przez Hudson Soft na konsolę Nintendo Entertainment System w 1991 roku. W Europie gra została wydana pod tytułem Dynablaster.

## Fabuła
Biały Bomberman zostaje wrobiony przez Czarnego Bombermana w obrabowanie banku, wskutek czego trafia do więzienia. Zadaniem Białego Bombermana jest uciec z więziennej celi i odegrać się na Czarnym Bombermanie.

## Rozgrywka
Gra kontynuuje klasyczną formułę serii Bomberman: gracz znajduje się w pomieszczeniu pełnym bloków i wrogów. Bomberman musi podkładać i wysadzać bomby tak, aby zniszczyć bloki i wrogów, unikając przy tym fali uderzeniowych powodowanych przez bomby. W grze na każdym etapie są ukryte ulepszenia, które ułatwiają rozgrywkę, na przykład poprzez zwiększenie fali uderzeniowej bomby, czy przyspieszenie poruszania się. Na każdym poziomie znajdują się również drzwi, które zabierają Bombermana do następnego poziomu.
W grze istnieje system haseł, które odnotowują poziom, liczbę bomb i ich siłę; hasła pozwalają na kontynuację gry w miejscu, w którym gracz zakończył wcześniejszą rozgrywkę.
Gra pozwala na rozgrywkę dla kilku graczy, a znajdują się w niej dwa wieloosobowe tryby gry:
- Pojedynek (Vs Mode) – tryb dla dwóch graczy,
- Bitwa (Battle Mode) – tryb dla trzech graczy.

Celem obu trybów wieloosobowych jest zabicie Bombermana przeciwnika poprzez odpowiednie podkładanie i detonowanie bomb.